# Karma Chameleon
Karma Chameleon és una cançó de la banda anglesa Culture Club, que apareix a l'àlbum del grup de 1983 Color by Numbers. El senzill va ser llançat al Regne Unit el setembre de 1983 i es va convertir en el segon senzill de Culture Club a assolir el cim de la llista de singles del Regne Unit, després de "Do You Really Want to Hurt Me". El disc es va mantenir al número u durant sis setmanes i es va convertir en el senzill més venut del Regne Unit de l'any 1983, i va vendre 1,39 milions de còpies (segons el gràfic oficial de Gallup 1983 i segons el certificat de platí de BPI UK l'octubre de 1983). Fins ara, és el 38è senzill més venut de tots els temps al Regne Unit, i ha venut més d'1,52 milions de còpies.
També va passar tres setmanes al número u del Billboard Hot 100 dels Estats Units a principis de 1984, de manera que va esdevenir el major èxit del grup i l'únic senzill número u als Estats Units entre els seus 10 millors èxits. El senzill va vendre més de 7 milions de còpies a tot el món. El 2015, la cançó va ser votada pel públic britànic com la novena número u dels anys vuitanta del país en una enquesta per a la ITV.

## Rerefons
En una entrevista, Boy George, líder del Culture Club, va explicar: "La cançó tracta sobre la terrible por a l'alienació que té la gent, la por de defensar una cosa. Es tracta d'intentar absorbir tothom. Bàsicament, si no ets autèntic, si no actues com sents, aleshores obtens Karma-justícia, aquesta és la manera que té la natura de pagar-te". En resposta a les afirmacions del cantant i compositor Jimmy Jones que la cançó plagia el seu èxit "Handy Man ", George va declarar: "Pot ser que l'hagi sentit una vegada, però certament no va ser una cosa tal que em vaig asseure i vaig dir: "Sí, vull copiar això." En una entrevista a 60 Minutes Australia, Boy George va dir que va escriure la cançó mentre estava de vacances a Egipte i que els altres membres del Culture Club van dubtar inicialment a gravar-la, ja que van sentir que sonava com una cançó country.
La part d'harmònica va ser interpretada per Judd Lander, que havia estat membre del grup de Merseybeat The Hideaways als anys 60. La cançó originalment s'havia de dir "Cameo Chameleon"; la banda va ser gravada en entrevistes a mitjans de 1983 afirmant que aquest seria el títol del seu següent senzill. "Karma Chameleon" està escrit en la tonalitat de si ♭ major.

## Recepció
Cash Box va dir que "amb el bon lideratge de Boy George (i la veu de fons enganxosa), té l'aire d'un èxit immediat als Estats Units".
La cançó va guanyar el millor senzill britànic als Brit Awards de 1984. El 2015, la cançó va ser votada pel públic britànic com la novena número u dels anys vuitanta del país en una enquesta per a la ITV.

## Altres aparicions
El grup va interpretar la cançó com a final quan van aparèixer a l'episodi de 1986 "Cowboy George" de The A-Team.
Probablement a causa de la línia "Sóc un home sense convicció" i del cor, que inclou la paraula camaleó, "Karma Chameleon" ha estat utilitzada per diversos polítics en anuncis polítics. El 2006, el Partit Laborista britànic va utilitzar "Karma Chameleon" com a tema principal d'una sèrie d'anuncis polítics contra el líder del Partit Conservador David Cameron a les eleccions locals del Regne Unit de 2006.
La cançó també s'interpreta l'anunci "The Voyage" de Virgin Cruise.

## Vídeo musical

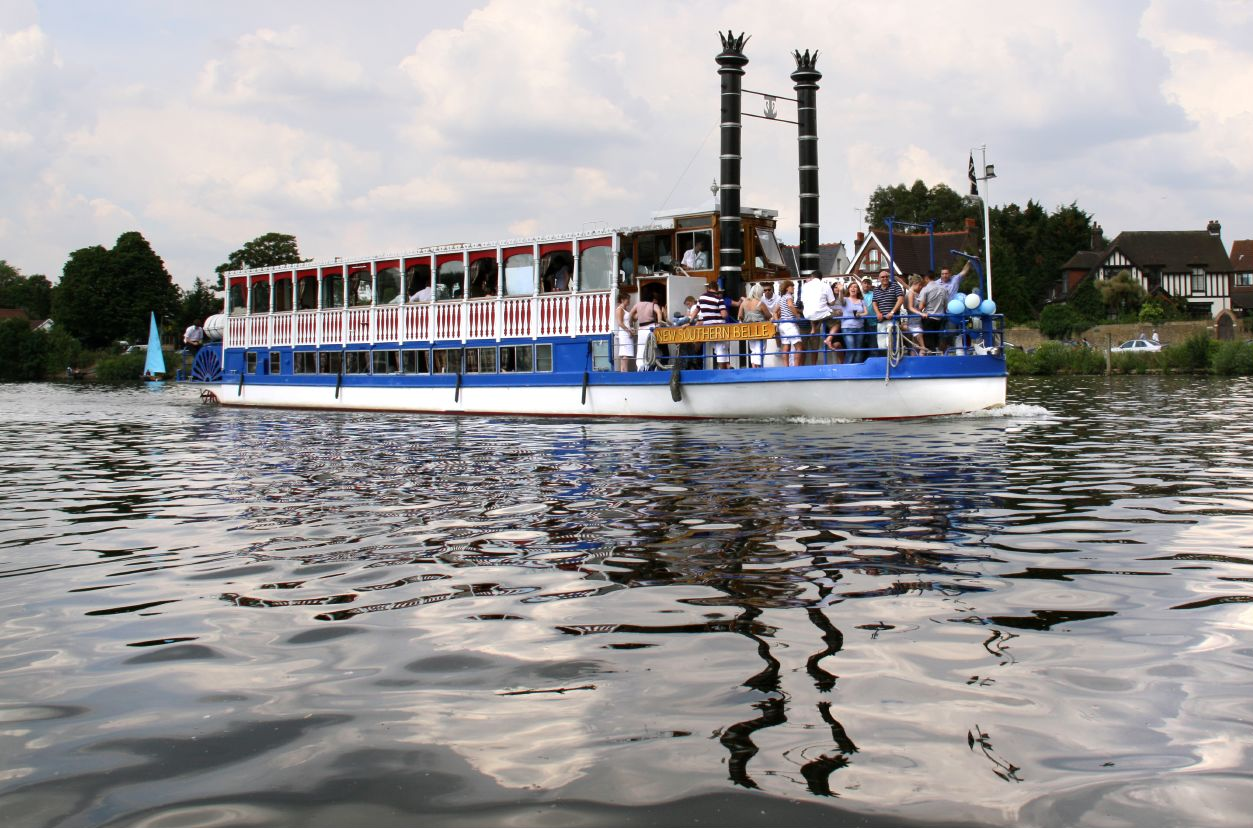
The New Southern Belle, el vaixell fluvial del Tàmesi utilitzat al vídeo.

El vídeo musical, dirigit per Peter Sinclair, va ser filmat a Desborough Island a Weybridge durant l'any 1983.
El vídeo està ambientat al Mississipí l'any 1870. Representa un gran grup multirracial de persones amb vestits del segle xix, inclosos alguns vestits de colors vermell, daurat i verd (tal com es fa referència a la lletra). Boy George va vestit amb el que seria conegut com el seu aspecte característic: vestit colorit, guants sense dits, trenes llargues i un barret negre.
Es veu un carterista i un lladre de joies vagant per la multitud, robant a víctimes desprevingudes. La banda i tothom pugen a un vaixell fluvial, The Chameleon, mentre Boy George continua cantant. Mentre quatre homes juguen al pòquer, el lladre es descobreix fent trampes donant-se una escala reial, i es veu obligat a retornar tots els seus guanys il·lícits i passar la palanca empès pels para-sols de les dones, fins que cau al riu. Quan acaba el vídeo, el dia s'ha convertit en vespre i la festa continua al vaixell mentre navega pel riu.

## Obra de portada única
La portada inclou obra del fotògraf David Levine.